# Schallaburg
Die Schallaburg befindet sich rund sechs Kilometer südlich von Melk in der Ortschaft Schallaburg der niederösterreichischen Gemeinde Schollach.
Die Burg wurde im 11. Jahrhundert errichtet. Ab 1540 erfolgte der das heutige Erscheinungsbild prägende Um- und Ausbau zu einem Renaissanceschloss. Seit 1974 dient das Schloss als Ausstellungszentrum des Landes Niederösterreich und gilt zusammen mit dem Stift Melk als eines der beliebtesten Ausflugsziele Niederösterreichs.

## Geschichte

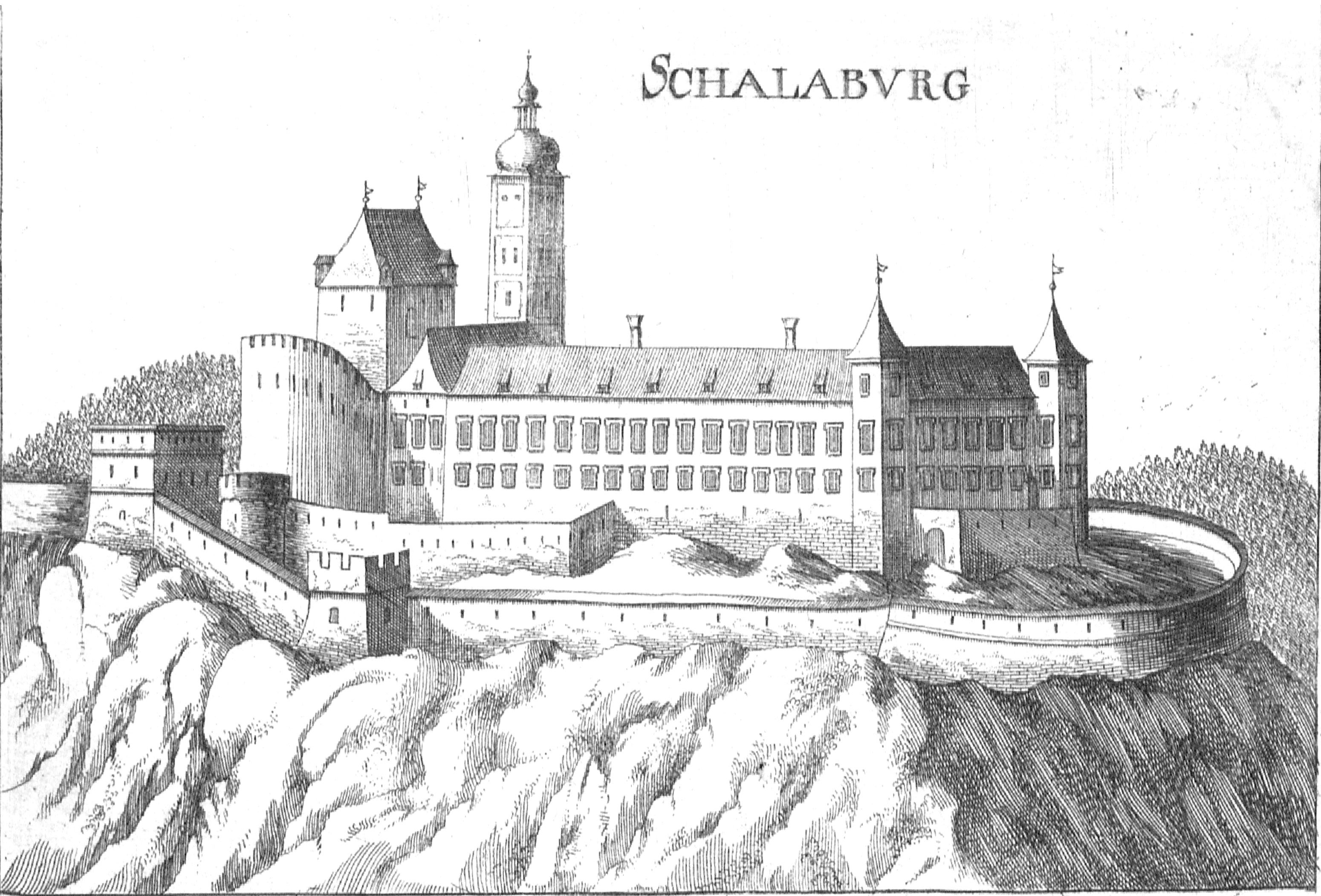
Schallaburg um 1670

Funde beweisen eine Besiedelung des Burgberges schon um die Römerzeit. Als erster Besitzer ist Sieghard von Schala  bekannt, der 1104 in Regensburg ermordet wurde. Schon kurze Zeit später starben die Grafen von Schala aus.
Im Jahr 1242 scheint die Burg in einer Urkunde erstmals als Feste Schala auf. Vom 13. bis in das 15. Jahrhundert war sie im Besitz der Herren von Zelking.
Von 1450 bis 1614 war die Schallaburg im Besitz der Herren von Losenstein. In diese Zeit fällt auch der wesentliche Ausbau der Burg zu einem Renaissanceschloss. Im nahen Loosdorf gründete Hans Wilhelm von Losenstein die Hohe Schule Loosdorf für die protestantische Jugend, dadurch wurde die Schallaburg im 16. Jahrhundert zum Zentrum der Protestanten in Niederösterreich. Nach dem Tod von Hans Wilhelm von Losenstein mussten die Erben wegen Überschuldung die Burg an die Herren von Stubenberg verkaufen, die ihrerseits 1660 aus religiösen Gründen gezwungen waren, die Herrschaft an die Familie der Kletzl von Altenach zu verkaufen. 1762 erwarb Bartholomäus III. von Tinti die Burg. Karl Gustav Freiherr Tinti ließ von 1906 bis 1908 den großen Arkadenhof renovieren. Der verarmte Hugo Freiherr von Tinti verkaufte schließlich im Jahr 1940 das Schloss an Josef Freiherr von Nagel-Doornick aus Westfalen. Nach dem Zweiten Weltkrieg wurde die Burg als deutsches Eigentum den USIA-Betrieben einverleibt und nach dem Staatsvertrag von der Republik Österreich übernommen.
1968 kaufte das Land Niederösterreich die Anlage, renovierte sie und eröffnete 1974 darin ein Ausstellungszentrum auf internationalem Niveau. Federführend für den Umbau 1968 bis 1974 war der Bauforscher und Architekt Wilhelm Zotti.

## Zusammenfassung der Baugeschichte
Die topografisch günstige Situation des Geländesporns wurde spätestens seit der Urnenfelderzeit zur Besiedelung genutzt, für die Schallaburg selbst ist seit wohl 1100 der Bestand einer für das Hochmittelalter klassischen Anlage mit Bering, Palas, Kapelle und möglicherweise Bergfried anzunehmen. Während die Ringmauer in verschiedenen Bauphasen erhöht, ausgebaut, mit einem Wehrgang versehen und nach Aufkommen der Feuerwaffen mit Schießscharten versehen wurde, verlor der mehrmals aufgestockte, schließlich fünfgeschoßige Palas im 16. Jahrhundert seine Funktion als Wohnstätte und wurde zum Speicherbau umfunktioniert. Mit der Betonung der Gebäudekanten durch Buckelquader und der Imitation antiker Fensterformen war im Hochmittelalter ein deutlicher Bezug des Palas auf römische Vorbilder gegeben, was als Versuch des Besitzers gedeutet werden kann, den Herrschaftsanspruch zu legitimieren. Um 1570/80 wurde der Nordfassade des Palas schließlich ein für die Zeit der Renaissance weitaus repräsentativerer Arkadengang vorgeblendet. Über den Bergfried, der optisch einen Gegenpol zum turmartigen Palas bildete, kann mangels erhaltener Bausubstanz wenig Aussage getroffen werden. Der Kapelle, deren Apsis aus dem Bering hervortrat, wurde wohl noch vor dem 12. Jahrhundert eine dreischiffige vierjochige Säulenkrypta mit Kreuzgratgewölbe eingestellt, die als Teil einer Burganlage eine Sonderstellung im österreichischen Raum einnimmt. Im Barock kam es zu entscheidenden Veränderungen des kleinen Sakralraumes, etwa wurde ein neuer Altar an der Kapellensüdwand aufgestellt und ein breites Fenster in die Kapellenapsis gebrochen. Die Untersuchungen lassen weiters auf einen wohl als Nordostpalas anzusprechenden Baukörper schließen, der an die Kapelle angrenzte.
Im 13. Jahrhundert kam es aufgrund der Teilung der Herrschaft zur Errichtung einer Hofmauer in Richtung von Südwest nach Nordost, die den nördlichen vom südlichen Burgbereich abgrenzte. Im südlichen Bereich wurde ein neuer, wahrscheinlich dreigeschoßiger Wohnbau errichtet, dem weitere, wohnlichen Zwecken dienende Bauten folgten, weshalb für diesen Burgteil fälschlicherweise der Begriff „Wohnburg“ verwendet wurde, im Gegensatz zur nördlichen „Vorburg“. Die Trennung in zwei Bereiche führte auf der Schallaburg zum Entstehen einer „Burg in der Burg“.
Im 15. und beginnenden 16. Jahrhundert wurde die Befestigung der Schallaburg ausgebaut, unter anderem wurde die hochmittelalterliche Zwingeranlage mit zwei Flankierungstürmen bestückt. Der Südturm diente dabei dem Gebrauch von Handfeuerwaffen, beim Ostturm dürfte es sich um einen spätgotischen Geschützturm handeln. Etwa zu dieser Zeit wurde mit dem dreigeschoßigen Westtrakt, dem so genannten Exzellenztrakt, auch der Wohnbereich ausgebaut, in den der repräsentative Festsaal verlegt wurde. An der Nordostecke des südlichen Burgbereichs wurde ein weiterer dreigeschoßiger Wohntrakt errichtet, für den ein spätmittelalterlicher Vorgängerbau angenommen werden kann. Der im zweiten Obergeschoß befindliche Emporenzugang lässt darauf schließen, dass die Wohngemächer des Burgherrn dort situiert waren.
Ab 1540 bis 1600 kam es unter Christoph II. und Hans Wilhelm von Losenstein zum Ausbau der Schallaburg zum Renaissanceschloss. Beeinflusst von italienischen Vorbildern wurde das Erscheinungsbild beispielsweise durch großzügigere Fenster vereinheitlicht. Mittelalterliche Bauteile wurden geschleift und die nordöstliche Beringmauer aufgegeben, wodurch das Terrain vergrößert wurde. Der neu errichtete, von zwei Ecktürmen flankierte Saalbau setzte ein repräsentatives Zeichen und wurde bestimmend für die weiteren Ausbauten. Der Westtrakt wurde aufgestockt, ein Nordosttrakt an den bestehenden Nordwesttrakt angebaut. In südlicher Richtung prägen in dieser Zeit erbaute Befestigungselemente nun die Ansicht der Anlage, so wie die Terrakottaarchitektur des großen Arkadenhofs und die malerische Ausgestaltung der neu errichteten Bauten. Hochturm, Försterstöckl, Jägerstöckl, Neues Schloss und Gerichtsstöckl bilden im Süden ein unregelmäßiges Fünfeck, das der modernen Verteidigung diente.
In den nachfolgenden Jahrhunderten wurden im Vergleich nur geringe Umbauten oder Adaptierungsmaßnahmen durchgeführt. Erste Renovierungsarbeiten erfolgten in den Jahren 1906/08, bis 1968/74 die Burg dank umfassender Maßnahmen vor dem nach den Weltkriegen drohenden Verfall bewahrt und zu einem idealen Veranstaltungszentrum ausgebaut werden konnte.
Im Sommer 2001 wurden diverse Modernisierungsmaßnahmen gestartet, die bis 2024 – dem 50-jährigen Jubiläum der Schallaburg als Ausstellungszentrum – abgeschlossen sein sollen. Dabei werden die klimatische und sicherheitstechnische Ausstattung des Museumsbereiches adaptiert, die Energieeffizienz des Gebäudes gesteigert sowie Denkmalschutzmaßnahmen vorangetrieben.

## Gliederung der Schlossanlage
siehe nebenstehende Abbildung:
- T Hochturm
- 1 großer Arkadenhof
- 2 kleiner Hof
- 3 Wohnburg (Ruine)
- 4 Försterstöckl
- 5 Kapelle (romanisch)

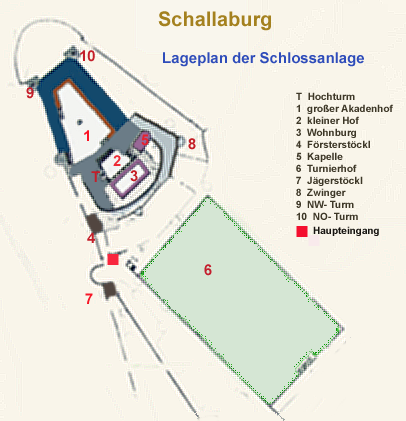
Lageplan der Schallaburg

- 6 Turnierhof (Renaissance Ziergarten)
- 7 Jägerstöckl
- 8 Zwinger
- 9 Nordwest-Turm
- 10 Nordost-Turm

## Baubeschreibung

### Torbauten
Nach der Auffahrt und vor dem Burggraben befindet sich das sogenannte „Jägerstöckl“. Die Durchfahrt des zweigeschoßigen Längstorbaus hat beidseitig Rundbogentore in rustiziertem rechteckigem Portalfeld mit Verdachung. Nach dem Burggraben wurde ein zweigeschoßiger Quertorbau errichtet, der „Försterstöckl“ bezeichnet wird. Das repräsentative Portal ist mit 1573 bezeichnet. Über der Durchfahrt das Wappen Losenstein/Rogendorf in Kartuschenrahmung mit Engelsstatue (bez. 1598). Ein weiterer Torbau ist die Durchfahrt vom Vorhof zum großen Hof. Sie ist stöcklartig und durch gemalte Gesimsbänder sowie einer Polsterquaderung gegliedert.

### Arkadenhöfe

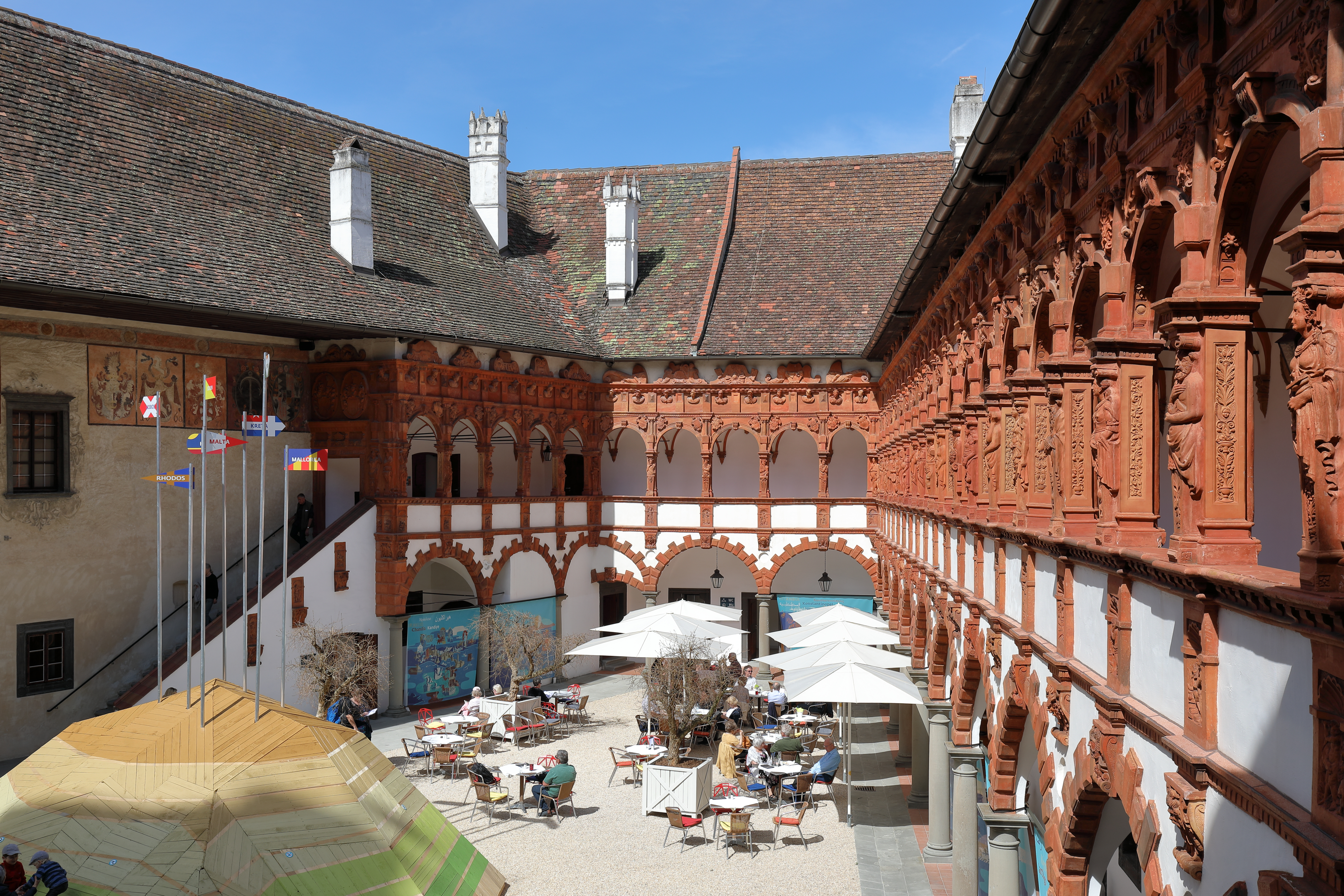
Großer Arkadenhof

Die Arkaden des großen Hofes, der die Form eines Trapezes hat, wurden um 1575 errichtet. Sie erhielten eine Terrakottaverkleidung, die aus rd. 1600 Einzelteilen besteht und die in dieser Art ein singuläres Denkmal in der sogenannten deutschen Renaissance sind.
Der kleine Arkadenhof entstand im 13./14. Jahrhundert und der Arkadeneinbau erfolgte um 1540/50. Im Nordosten des Hofes befindet sich die Kapelle und gegenüber im Westen der die gesamte Anlage weit überragende wahrzeichenhafte Aussichtsturm aus dem Ende des 16. Jahrhunderts. Die acht Geschoße des Turmes sind durch Gesimse, Putzbänder sowie gemalter Flächenquaderung und Streifenpilaster geometrisch und rasterförmig gegliedert.

### Historische Beschreibung
In einem Wanderführer aus dem Biedermeier, dem Werk Wien’s Umgebungen auf zwanzig Stunden im Umkreise von Adolf Schmidl aus dem Jahre 1835, wird ein Ausflug zur Schallaburg beschrieben:
Durch einen zweiten Thorweg gelangt man in den großen Burghof, und welch’ ein Anblick!
An drei Seiten des Hofes läuft ein Bogengang herum, der eine offene Gallerie trägt, zu welcher zwei Stiegen, mit zierlichen Eisengittern versehen, hinauf führen. Die Zwischenpfeiler dieser Gallerie, so wie das Bogengesimse derselben, sind rund herum mit Basreliefs und Bildwerken aus rothem gebrannten Thone bedeckt, welche beim ersten Eintritte wie Marmor erscheinen, und den überraschendsten, imposantesten Anblick gewähren!

## Bildergalerie

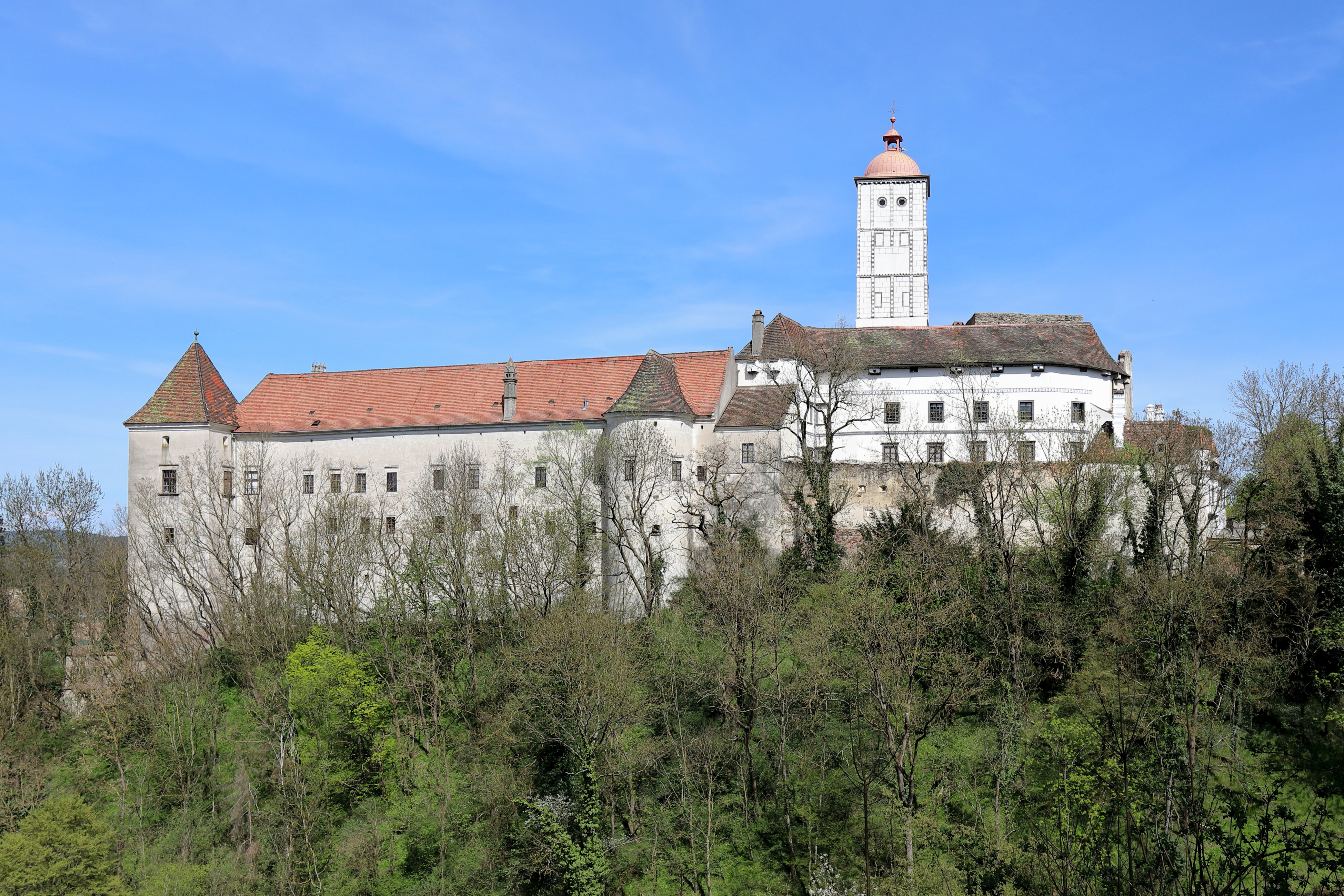
Südwestansicht des Schlosses
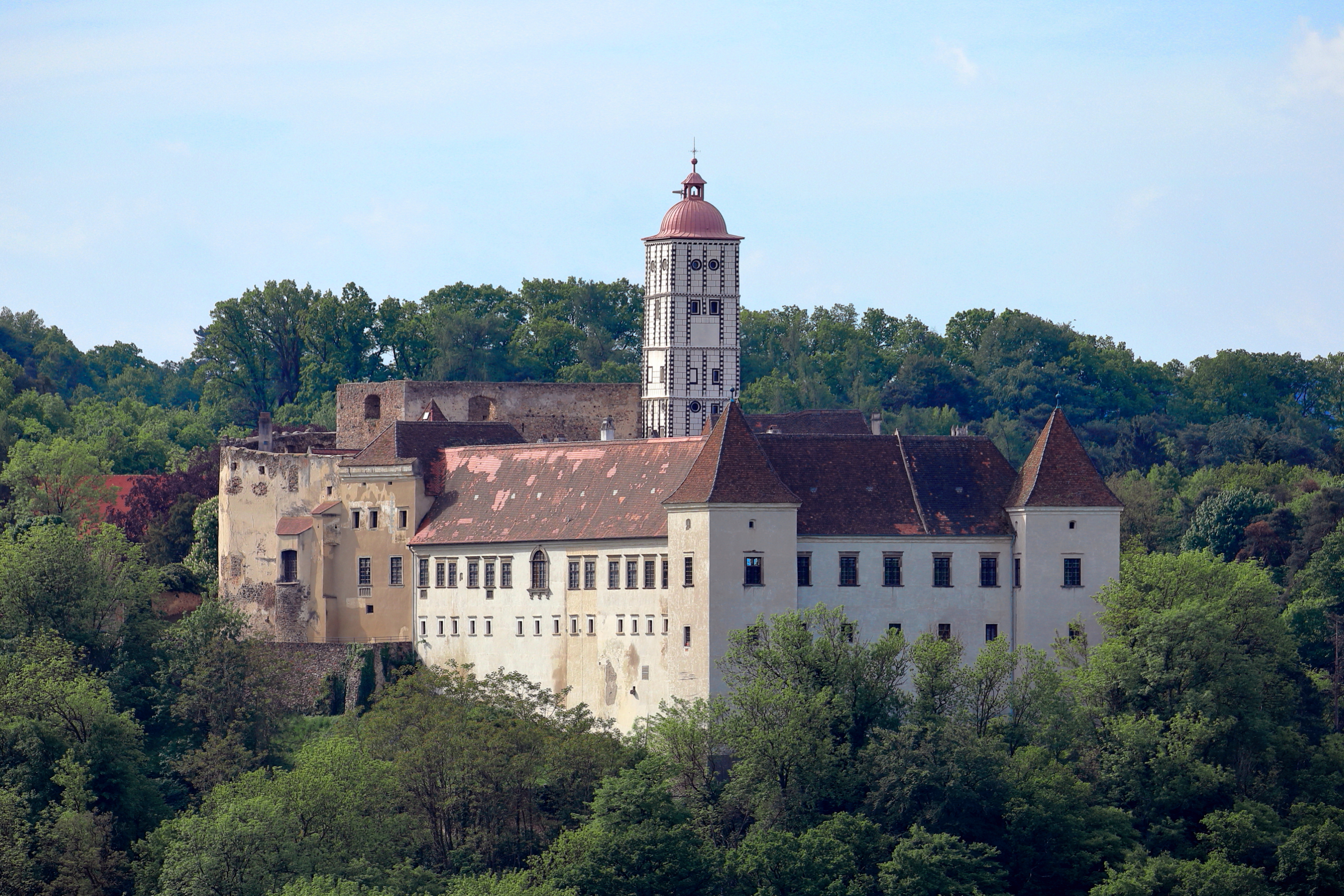
Nordansicht des Schlosses
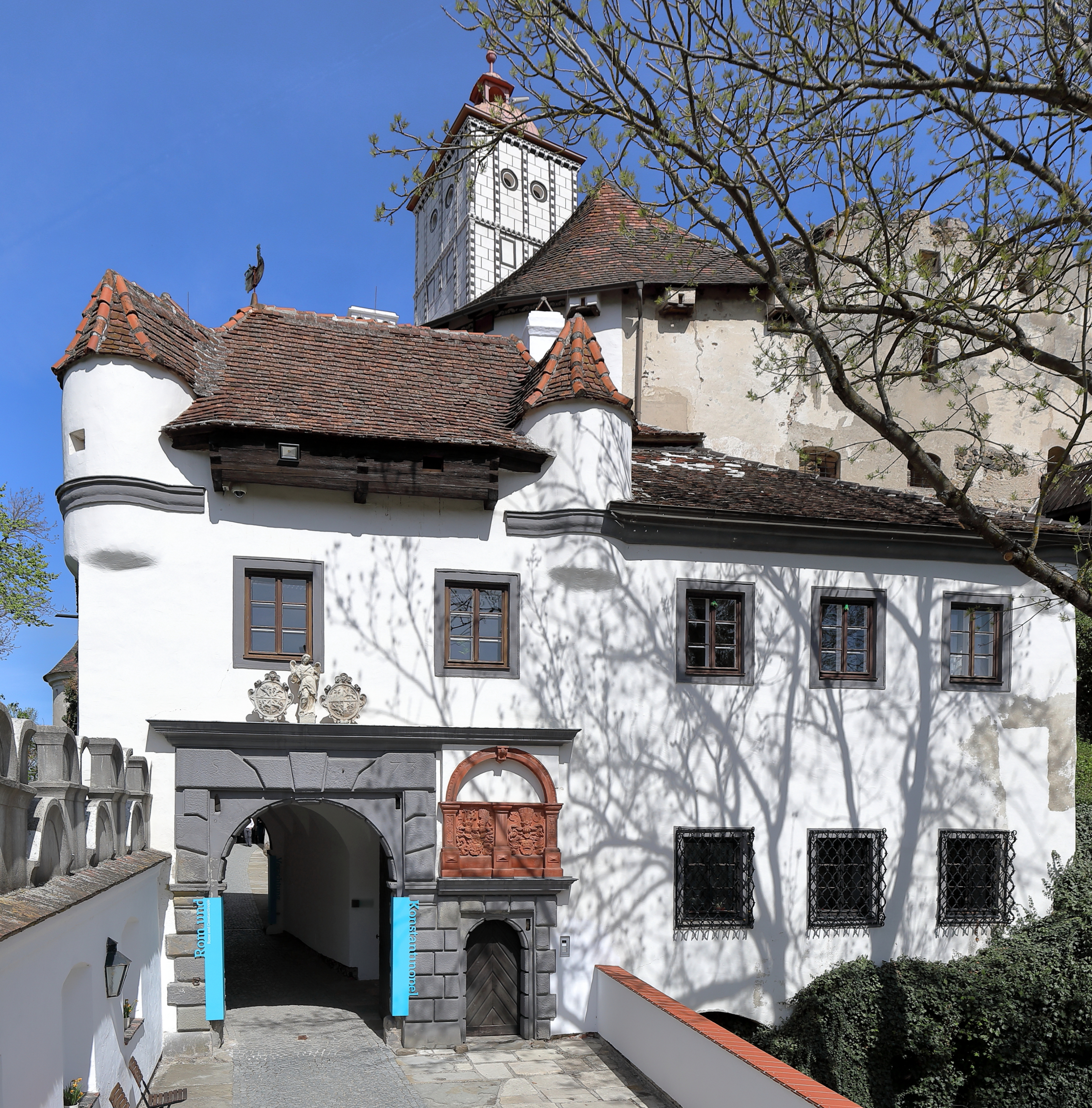
Der Torbau „Försterstöckl“
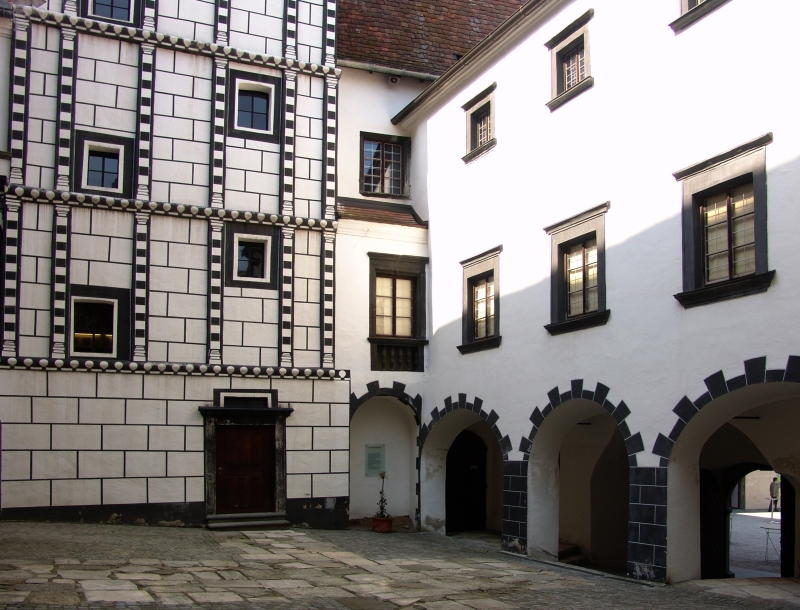
Kleiner Arkadenhof

## Veranstaltungen und Ausstellungen
Seit 1967 ist die Schallaburg im Besitz des Landes Niederösterreich und beherbergt ein Ausstellungszentrum, in dem jährlich große Ausstellungen stattfinden. Die Eröffnungsausstellung 1974 zum Thema Renaissance in Österreich und die Ausstellung 1983 Peru durch die Jahrtausende fanden als Niederösterreichische Landesausstellungen statt. Von 1976 bis 1999 produzierte und moderierte Willy Kralik das wöchentliche Hörfunkquiz Turnier auf der Schallaburg. Ab 1999 wurde die Sendung in Schlossturnier von Radio Niederösterreich umbenannt und tourt seitdem durch Österreich. Am 11. Juni 1995 wurde die Dauerausstellung Spielzeug – die Welt im Kleinen für Jung und Alt. Sammlung Dr. Mayr eröffnet. Seit 1997 finden jährlich ein Spielefest und der Advent auf Schloss Schallaburg statt, seit 2003 auch ein Naturgartenfest. Im Jahr 2005 fand anlässlich des Jubiläums von 50 Jahren Österreichischer Staatsvertrag eine Sonderausstellung über die Besatzungszeit von 1945–1955 statt. Auch die Originalurkunde aus Russland, die normalerweise das Land nicht verlassen darf, lag als Schaustück aus. 2014 präsentierte die Schallaburg Europas größte Ausstellung über den Ersten Weltkrieg.

### Ausstellungen auf der Schallaburg
(Angaben bis 2004 laut Festschrift 30 Jahre Schallaburg)
Detailinformationen zu den Ausstellungen ab 2012 im Pressearchiv der Schallaburg.
| Jahr | Hauptausstellung | Besucher | Nebenausstellung(en) | Besucher |
| ---- | --- | -------- | --- | -------- |
| 1974 | Renaissance in Österreich | 323.125  | |          |
| 1975 | Kostbarkeiten aus Niederösterreich – Von der Frühzeit bis zur Gegenwart                                                                   | 072.992  | |          |
| 1976 | Italienische Kleinplastiken, Zeichnungen und Musik der Renaissance                                                                        | 083.021  | Waffen des 16. und 17. Jahrhunderts                                                                                                   |          |
| 1977 | Das Wiener bürgerliche Zeughaus – Rüstungen und Waffen aus 5 Jahrhunderten                                                                | 139.618  | |          |
| 1978 | Das Wiener bürgerliche Zeughaus – Rüstungen und Waffen aus 5 Jahrhunderten                                                                | 091.236  | Wien 1848 |          |
| 1979 | Bulgarien – 7000 Jahre Kunst und Kultur in Sofia                                                                                          | 107.296  | |          |
| 1980 | Adel, Bürger, Bauern im 18. Jahrhundert                                                                                                   | 123.654  | Sumer, Assur, Babylon – 7 Jahrtausende Kunst und Kultur an Euphrat und Tigris                                                         | 062.177  |
| 1981 | Adel, Bürger, Bauern im 18. Jahrhundert                                                                                                   | 058.202  | Eine barocke Schatzkammer – Die Kunstschätze des Instituts der Englischen Fräulein in St. Pölten aus dem 18. Jahrhundert              |          |
| 1982 | Matthias Corvinus und die Renaissance in Ungarn                                                                                           | 099.113  | |          |
| 1983 | Peru durch die Jahrtausende – Kunst und Kultur im Lande der Inka                                                                          | 192.108  | |          |
| 1984 | Barock und Klassik – Kunstzentren des 18. Jahrhunderts in der DDR                                                                         | 146.089  | |          |
| 1985 | Die „wilden“ fünfziger Jahre – Formen und Gefühle eines Jahrzehnts in Österreich                                                          | 250.412  | Etrusker – Aspekte etruskischer Kunst                                                                                                 | 068.854  |
| 1986 | Polen im Zeitalter der Jagiellonen 1386–1572                                                                                              | 092.028  | Byzantinische Mosaiken aus Jordanien                                                                                                  | 033.292  |
| 1987 | Spielzeug, Spiel und Spielereien | 208.014  | Aquincum – das römische Budapest | 031.548  |
| 1988 | Spielzeug, Spiel und Spielereien | 081.346  | Die Faszination des bunten Schattens – Pi-ying: Chinesisches Schattentheater Der Königsweg – 9000 Jahre Kunst und Kultur in Jordanien |          |
| 1989 | Prager Barock | 075.966  | Die Balten – die nördlichen Nachbarn der Slawen Antike koptische Textilien aus österreichischem Privatbesitz                          |          |
| 1990 | Bretagne – die Kultur des Landes am Meer 1300–1990                                                                                        | 080.005  | Götter, Heroen, Herrscher in Lykien                                                                                                   |          |
| 1991 | Stadtbilder in Flandern – Spuren bürgerlicher Kultur 1477–1787                                                                            | 047.559  | |          |
| 1992 | Kurden – Azadi – Freiheit in den Bergen                                                                                                   | 062.814  | Gaudeamus igitur – Studentisches Leben einst und jetzt                                                                                |          |
| 1993 | Magische Hände – Sinnliche Künste aus Indien                                                                                              | 097.291  | |          |
| 1994 | Genuss & Kunst – Kaffee, Tee, Schokolade, Tabak, Cola                                                                                     | 096.497  | Syrien – Von den Aposteln zu den Kalifen Albanien – Land der Skipetaren                                                               |          |
| 1995 | Menschen nach dem Krieg – Schicksale von 1945–1955                                                                                        | 085.117  | Orte der Begegnung von einst – Eine poetische Betrachtung von heute                                                                   |          |
| 1996 | Kaisertum Österreich 1804–1848 | 063.020  | Kronen – Herrschaftszeichen der Welt                                                                                                  |          |
| 1997 | Zeugen der Intimität – Privaträume der kaiserlichen Familie und des böhmischen Adels, Aquarelle und Interieurs des 19. Jahrhunderts       | 054.295  | |          |
| 1998 | Ägypten – Spätantike und Christentum am Nil                                                                                               | 063.228  | Sepp Gamsjäger – Prominente im Porträt                                                                                                |          |
| 1999 | Vorderösterreich, nur die Schwanzfeder des Kaiseradlers? – Die Habsburger im deutschen Südwesten                                          | 045.783  | Bambus, Blech und Kalebassen – Spielzeug jenseits des Wohlstandes                                                                     |          |
| 2000 | Lothringens Erbe – Franz Stephan von Lothringen (1708–1765) und sein Wirken in Wirtschaft, Wissenschaft und Kunst der Habsburgermonarchie | 060.167  | Barock – Blütezeit der europäischen Ritterorden Spurensuche – Czernowitz und die Bukowina einst und jetzt                             |          |
| 2001 | Geheimnisvolle Welt des Alten Tibet | 139.309  | |          |
| 2002 | Sudan – Arabien und Schwarzafrika am Nil                                                                                                  | 082.476  | Evangelisch! – Gestern und Heute einer Kirche 100 Jahre Teddybär 100 Jahre Radio in Österreich                                        |          |
| 2003 | Reichtümer aus dem goldenen Malaysia | 069.829  | Tarock – mein einziges Vergnügen |          |
| 2004 | Die Pyramiden Ägyptens – Monumente der Ewigkeit                                                                                           | 138.074  | 30 Jahre Schallaburg als Ausstellungs- und Veranstaltungszentrum                                                                      |          |
| 2005 | Österreich ist frei – Der Österreichische Staatsvertrag 1955                                                                              | 220.517  | |          |
| 2006 | Dschingis Khan und seine Erben – das Weltreich der Mongolen                                                                               | 145.000  | |          |
| 2007 | Die Kreuzritter – Pilger, Krieger, Abenteurer                                                                                             | 184.889  | |          |
| 2008 | Indianer – Ureinwohner Nordamerikas | 168.612  | |          |
| 2009 | Napoleon – Feldherr, Kaiser und Genie | 120.715  | |          |
| 2010 | Die 60er. Beatles, Pille und Revolte | 221.493  | |          |
| 2011 | Venedig – Seemacht, Kunst und Karneval | 128.803  | |          |
| 2012 | Das goldene Byzanz und der Orient | 140.065  | |          |
| 2013 | Das Indien der Maharadschas | 127.610  | |          |
| 2014 | Jubel & Elend. Leben mit dem Großen Krieg 1914–1918                                                                                       | 168.836  | |          |
| 2015 | Wikinger! | 168.710  | |          |
| 2016 | Die 70er – Damals war Zukunft | 169.862  | |          |
| 2017 | Islam | 90.000   | Freyheit durch Bildung – 500 Jahre Reformation                                                                                        |          |
| 2018 | Byzanz & der Westen. 1000 vergessene Jahre                                                                                                |          | |          |
| 2019 | Der Hände Werk |          | |          |
| 2020 | Donau – Menschen, Schätze und Kulturen |          | |          |
| 2021 | Sehnsucht Ferne – Aufbruch in neue Welten                                                                                                 |          | |          |
| 2022 | Reiternomaden in Europa – Hunnen, Awaren, Ungarn, Bulgaren                                                                                |          | |          |
| 2023 | Kind Sein |          | |          |
| 2024 | Renaissance |          | |          |
| 2025 | Träume ... Träumen |          | |          |